# Phalium glaucum
Phalium glaucum, tên tiếng Anh: grey bonnet, là một loài ốc biển lớn, là động vật thân mềm chân bụng sống ở biển trong họ Cassidae, họ ốc kim khôi.

## Miêu tả

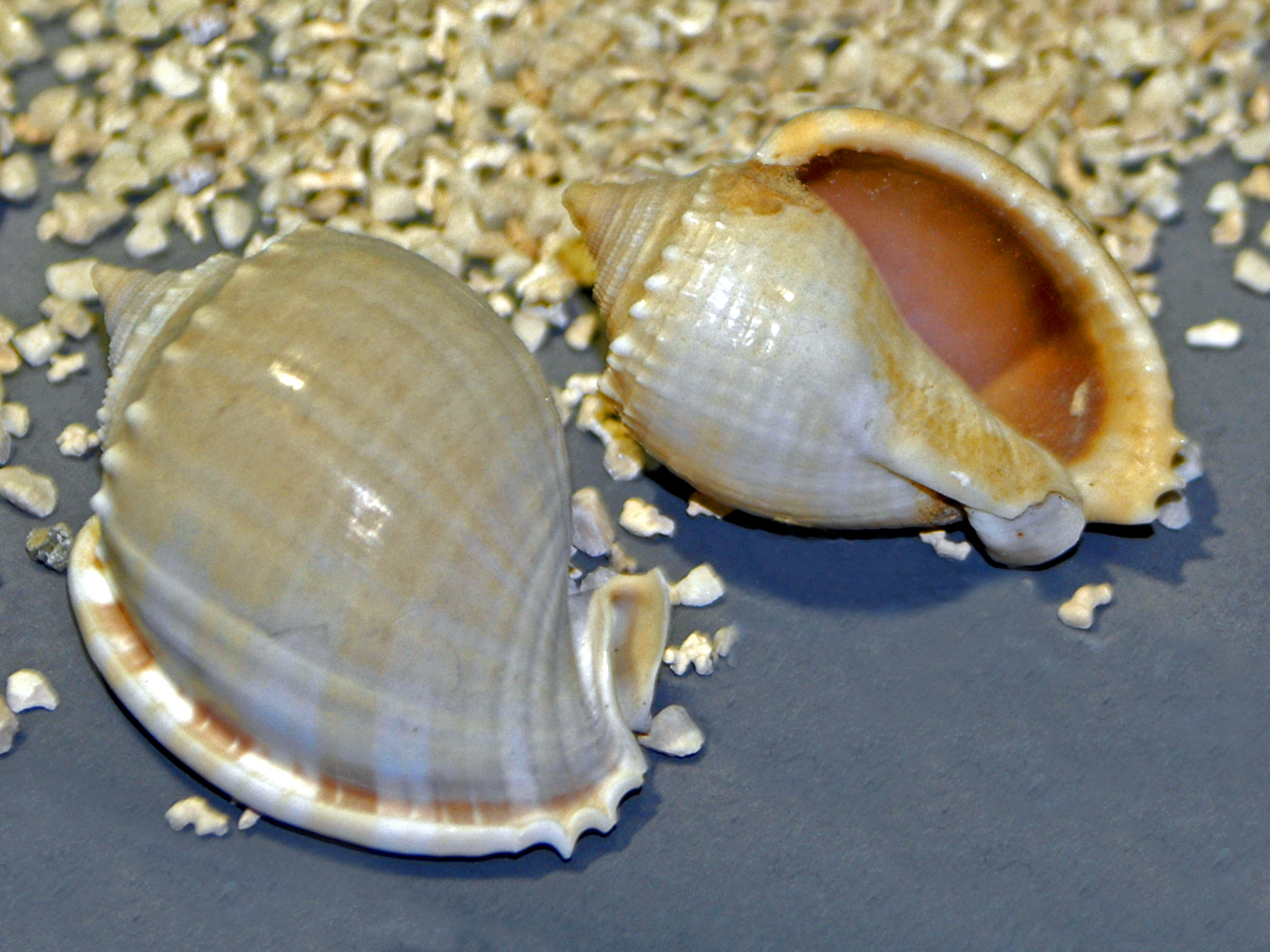
Shells of Phalium glaucum